# Новофёдоровское сельское поселение (Крым)
Новофёдоровское се́льское поселе́ние (укр. Новофедорівське сільське поселення, крымскотат. Новофёдоровка кой юрту) — муниципальное образование в составе Сакского района Республики Крым России.
Поселение включает 1 населённый пункт — пгт Новофёдоровка (учитываемый Крымстатом как сельский населённый пункт).

## География
Поселение расположено в центре района, степном Крыму, выходя к южному берегу Сакского озеро, северному берегу озера Кызыл-Яр и Каламитскому заливу Чёрного моря. Граничит на севере и северо-востоке с Ореховским, на востоке и юго-востоке с Ивановским сельскими поселениями.
Площадь поселения 3,17 км².
Основная транспортная магистраль: автодорога 35Н-490 от шоссе Саки — Орловка (по украинской классификации С-0-11243).

## Население
| 2001  | 2009  | 2010  | 2011  | 2012  | 2013  | 2014  |
| ----- | ----- | ----- | ----- | ----- | ----- | ----- |
| 5667  | ↗6272 | ↗6433 | ↗6493 | ↗6557 | ↗6558 | ↘5610 |
| 2015  | 2016  | 2017  | 2018  | 2019  | 2020  | 2021  |
| ↗5651 | ↘5541 | ↘5473 | ↗5490 | ↘5456 | ↗5543 | ↗6489 |

## История
Постановлением Верховного Совета Республики Крым от 18 декабря 1992 года был образован Новофёдоровский поселковый совет на базе авиационного гарнизона «Саки-4» в составе пгт Новофёдоровка и села Фёдоровка. Решением Верховной Рады Автономной Республики Крым от 17 февраля 2010 года Фёдоровка была снята с учета, как включённое в границы Новофёдоровки. С 21 марта 2014 года в составе Крыма аннексировано Россией. Законом «Об установлении границ муниципальных образований и статусе муниципальных образований в Республике Крым» от 4 июня 2014 года территория административной единицы была объявлена муниципальным образованием со статусом сельского поселения.